# نفق الاستقلال 15 يوليو
نفق الاستقلال 15 يوليو (بالتركية: 15 Temmuz İstiklal Tüneli)‏ أو نفق إلغاز (بالتركية: Ilgaz Tüneli)‏ هو نفق-طريق سريع يقع تحت جبال إلغاز، يربط محافظتي قسطموني وجانقري ببعضهما في شمالي تركيا.
بلغت تكلفة بناء المشروع 572 مليون ليرة تركية. ووضع حجر الأساس لبدء المشروع في 9 نوفمبر 2012م، وتم افتتاحه في تاريخ 26 ديسمبر 2016م.